# サイクルマー坊
サイクルマー坊は、世田企画（後のセタ）が開発し1984年12月にタイトーからリリースされたアーケードゲーム。日本国内のアーケードゲームで初めてFM音源を採用したタイトルとされている。

## 操作方法
本ゲーム専用の特殊なコンパネを使用する。左側に1つのボタンがあり、右側にはトラックボールを棒状にして左右にだけ回転する、特殊なローラー型デバイスがある（同一ではないが、同様のデバイスを使用するゲームとして、アタリのメジャーハボックがある）。デバイス開発はタイトーの酒匂弘幸が行い、当初は圧力センサーを使ったデバイスを組み込む実験も行っていた。
画面が右方向にスクロールする通常のステージでは、ボタンを押すとマー坊がジャンプし、ローラーを転がした方向にマー坊が一輪車をこいで走行する。ボタンを押す長さによってジャンプの滞空時間が変化し、最長で3倍程度まで距離が変化する。ローラーは進行方向と逆方向に転がすと減速または停止するが、逆走はできない。ステージによっては、ボタンまたはローラーを使わない場合がある。

## ルール
一輪車に乗った少年であるマー坊を操作し、ステージごとに定められた目標点数を超えることが目的。目標点数を達成したうえでステージを終えると次のステージに進むことができる。未達の場合や、制限時間内にコースのゴールに到達できなかった場合はゲームオーバーとなる。
固定画面の一部ステージを除き、横スクロールするコースを右方向に走行し、ジャンプしてコース上の障害物であるターゲットを踏むことで点数を獲得できる。各ステージには200点のターゲットが40個配置されており、8000点満点。ただし、2周目以降のステージ2と4はゴール直前に400点の特殊なターゲットが1個飛来するかわりに、配置個数が1個少ない。また、各ターゲットに横や上から接触すると点数は入らず、マー坊は転倒してしまう。踏まずに触れるか、触れずに背後に通過したターゲットは当たり判定がなくなり、踏んだり接触したりできなくなる。

## ステージ構成
練習ゲーム
ゲーム開始直後にプレイできる（ボタンを押してスキップ可能）。ジャンプの操作の説明が表示されたあと、トランポリンの障害物が10個配置されたコースを練習としてプレイできる。ゲームオーバーにはならないが、点数の獲得もない。このステージではローラーを使わず、マー坊は自動で右方向に走る。
ステージ1～2
動かないか、動きが少ない障害物が配置されたコース。このステージではローラーを使わず、マー坊は自動で一律の速度で右方向に走る（ローラーの入力でペダルをこぐアニメーションが変化するが、速度への影響は一切ない。ただし、ゴール寸前に限り加速させることで、画面に対して手前方向に進める）。
ステージ3
固定画面で奥行きがあり、マー坊は奥の方向に向かって一定速度で走り続け、ローラーで左右に移動できる。ボタンは使用しない。画面奥から手前に迫ってくるターゲットの上をマー坊が通過して踏むと、ターゲットが破壊されて点数を獲得する。100点のターゲット17個が3セットに分けて出現し、1セット分すべてを破壊すると、セット終了後に300点の色違いターゲットが1個出現する。6000点満点。これを3回繰り返し、1回でも目標点数を上回っていればクリア、できなければゲームオーバーとなる。ターゲットの配置はいくつかのパターンがあり、周回数を重ねても目標点数以外の難易度は上がらない。
ステージ4～5
左右に動いたり、飛び跳ねたりなど、比較的トリッキーな動きをする障害物が配置されたコースで、途中走行スピードに影響する坂道もある。このステージでは1分の制限時間があり、マー坊を走らせるためには、右方向にローラーを回し続ける必要がある。このステージではアイテムとしてヘルメットが出現し、これを取るとそのステージ中は飛び跳ねる敵がマー坊の上半身に当たっても、踏んだときと同じように点数を獲得できるようになる（上半身と下半身の中間あたりには効果がない）。
ボーナスゲーム
固定画面でマー坊がかごを持って横を向いており、ローラーで左右に移動できる。ボタンは使用しない。画面奥に出現する巨大な物体から球体が放たれ、マー坊のかごでキャッチすると点数を獲得する。100点の球体17個が3セットに分けて出現し、1セット分すべてキャッチすると、セット終了後に300点の色違いの玉が1個出現する。6000点満点。このステージは1ステージとしてカウントせず、目標点数がなく、ゲームオーバーにはならない。周回数を重ねても難易度は上がらない。
ボーナスゲームを終えると1周で、周回数ごとに目標点数が上昇する。2周目となるステージ6からは、1周目とマップは同じままターゲット配置が変更され、一部のターゲットはよりトリッキーな動きとなる。3周目以降のターゲット配置は2周目と同じだが、4周目からは目標点数が常に満点となる。つまり、横スクロールステージでは1個でもターゲットを逃すとその時点でゲームオーバーが確定する。以降はステージ構成が変化しない繰り返しとなり、ステージは50をクリアするとステージ46に戻る。

## その他
- ターゲットを上から踏むとジャンプでき、ボタンを押す長さで滞空時間を調整できる。着地せずに連続してターゲットを踏むと、3個目から100点、200点、400点、800点、以降1600点とボーナス点を獲得できる。これはプレイヤーのスコアに直接加算され、ステージの目標点数の対象とはならない。
- 満点を取ってステージ（ステージ3のみ1セット分）を終えると、「TAITO.」という文字が表示される。これは1個200点のインジケーター50個で描かれており、10000点のボーナス点に変換される。
- 飛び跳ねるターゲットが登場するステージで、飛び跳ねて高い位置にいる瞬間を踏みつけて、マー坊の頭が画面の上端に接触すると、マー坊の色が効果音とともに点滅し、無敵状態となる。この状態になると、このステージ中はターゲットにどう触れても、踏んだときと同様に得点を獲得できる。ただし、敵を踏みつけてジャンプができなくなるため、連続踏みボーナスは得られなくなる。
- ゴール寸前のジャンプのタイミングによっては、ゴールを示す高台に飛び乗ることができる。高台の上に触れてゴールするとボーナス点が入る。ゴールを踏むには、ゴール寸前にローラーを回して加速し、画面から見て手前方向に進む必要がある。